# Prešover Kurzgeschichtenwettbewerb
Der Prešover Kurzgeschichtenwettbewerb (slowakisch: Prešovská súťaž krátkych poviedok v nemeckom jazyku) war ein deutschsprachiger Literaturwettbewerb in der Slowakei und wurde von 2009 bis 2015 jährlich landesweit ausgetragen.

## Ziel und Umsetzung
Der Wettbewerb zielte auf die Förderung der deutschen Sprache in der Slowakei. Junge Menschen sollten die Sprache  ungezwungenen, aber zugleich kunstvoll oder künstlerischen anwenden. Der Wettbewerb bestand aus je einer Sektion für Schüler und Studenten.
Veranstalter waren die DAAD- und ÖAD-Lektorate am Institut für Germanistik an der Philosophischen Fakultät der Prešover Universität in Prešov in Zusammenarbeit mit dem Deutschen Akademischen Austauschdienst, dem Goethe-Institut in Bratislava, dem Österreichischen Kulturforum Bratislava, dem Österreichischen Austauschdienst, der Zentralstelle für das Auslandsschulwesen und der Botschaft der Bundesrepublik Deutschland.
Die eingesandten Beiträge wurden von einer Kommission aus österreichischen, deutschen, schweizerischen und slowakischen Schriftstellern, Kunstschaffenden und Kulturmittlern bewertet. Die Gewinner erhielten Stipendien oder Sachpreise. Die besten Beiträge wurden zudem jährlich in einem Buch veröffentlicht.

## Wettbewerbe und Jurys
2009 fand der Wettbewerb zum ersten Mal statt. Das Thema war „Spiegelei“. Eingesandt wurden 65 Beiträge, Mitglieder der Jury waren u. a. Reinhard Kaiser-Mühlecker, Steffen Möller und Ľudovít Petraško. Die Gewinner der ersten Preise waren Ján Želonka (Kategorie Studenten) und Marianna Sebőová (Kategorie Schüler).
2010 fand der Wettbewerb unter dem Thema „fremdsprechen“ statt. Es gab 85 Einsendungen, Jurymitglieder waren u. a. Catalin Dorian Florescu, Martin Becker, Thomas Schafferer und Ľudovít Petraško. Der Wettbewerb war in diesem Jahr auch Teil der Initiative „Deutsch – Sprache der Ideen“ des  Auswärtigen Amtes der Bundesrepublik Deutschland. Die ersten Preise gewannen Kinga Pál in der Kategorie für Schüler sowie Radovana Miklošová in der Kategorie für Studenten.
Thema des Jahres 2011 war „Ballast“. 123 Texte wurden eingereicht, Jurymitglieder waren u. a. Gabriele Wohmann, Martin Leidenfrost und Michal Hvorecký. Die ersten Preise gewannen Luboš Kulan in der Kategorie für Schülerinnen und Schüler sowie Karin Maria Dvorak in der Kategorie für Studierende. Zum ersten Mal wurde zusätzlich ein Jugendpreis verliehen, der an Martin Jajcay fiel. 
Thema des Jahres 2012 war „Schlüsselerlebnis“. Die Jury bestand u. a. aus Esther Strauss, Gábor Fónyad-Joó (Germanist, Lehrer und Autor), Hans Gerhard, Ľudovít Petraško und Michal Hvorecký. Mehr als 160 Kurzgeschichten wurden eingesandt. Preisträger waren die Schülerinnen Veronika Bundziková und Stanislava Debnarová sowie die Studentin Enikö Futó.
Für 2013 wurde der Wettbewerb zum Thema „Vorfahren“ ausgelobt. In der Kategorie „Studierende“ holte Amelie Jánoska den ersten Platz. Unter den Schülern gewann Michaela Poláková. Die Jury bestand aus Gábor Fónyad-Joó, Hans Gerhard, Christoph Henßen, Michal Hvorecký, Martin Leidenfrost, Maria-Luise Nünning,
Ľudovít Petraško, Ingrid Puchalova, Evelyn Regenfus, Jennifer Schlößer und Frank Steffen.
2014, zum Thema „Traumtänzer“, gab es etwa 60 Einsendungen. Der erste Platz in der Kategorie „Studierende“ ging an Kamil Strišovský. Amelie Jánoska, Siegerin von 2013, bekam einen Sonderpreis. Den ersten Platz bei den Schülern erreichte Dominika Dvorecká. Die Jury bestand aus Gábor Fónyad-Joó, Hans Gerhard, Martin Leidenfrost, Maria-Luise Nünning, Ľudovít Petraško, Ingrid Puchalova, Jennifer Schlößer und Frank Steffen.
Für 2015 wurde als Thema „Odyssee“ ausgegeben. Aus 51 Einsendungen gewannen die Studentin Nikoleta Csereová und der Schüler Dušan Šuster. Die Jury bestand aus Gábor Fónyad-Joó, Hans Gerhard, Michael Huprich, Cornelie Kutscher, Martin Leidenfrost, Maria-Luise Nünning, Ľudovít Petraško und Frank Steffen.

## Publikationen
- Spiegeleier. Kurzgeschichten. Herausgegeben von Norbert Conti und Christian Irsfeld unter Mitwirkung von Reinhard Kaiser-Mühlecker, Steffen Möller, Ľudovít Petraško, Arnulf Knafl, Evelyn Regenfus und Friederike Schomaker. Košice (Pectus) 2009, ISBN 978-80-89435-02-9
- fremdsprechen. Kurzgeschichten. Herausgegeben von Christian Irsfeld und Norbert Conti unter Mitwirkung von Catalin Dorian Florescu, Martin Becker, Thomas Schafferer, Ľudovít Petraško, Evelyn Regenfus, Hans Golombek, Maria-Luise Nünning und Arnulf Knafl. Norderstedt (BoD) 2010, ISBN 978-3-8391-9955-8
- Ballast. Kurzgeschichten. Herausgegeben von Christian Irsfeld, Norbert Conti und Marion Bujňáková unter Mitwirkung von Gabriele Wohmann, Michal Hvorecký, Martin Leidenfrost, Ľudovít Petraško, Evelyn Regenfus, Roman Luckscheiter, Maria-Luise Nünning, Arnulf Knafl, Ingrid Puchalová und Gudrun Telge. Prešov (Grafotlač Šoltys) 2011, ISBN 978-80-970485-4-9
- Schlüsselerlebnis. Kurzgeschichten. Herausgegeben von Meike van Hoorn und Christian Schneider. Prešov (Grafotlač Šoltys) 2012, ISBN 978-80-970034-3-2
- Traumtränzer. Herausgegeben von Meike van Hoorn, Ľudovít Petraško und Angela Straka. Prešov, D.A.H. 2014, ISBN 978-80-89682-01-0.
- Odyssee. Herausgegeben von Elisabeth Denner, Meike van Hoorn und Ľudovít Petraško. Prešov, D.A.H., 2015, ISBN 978-80-89682-05-8